# Лоренц-коваріантність
Лоренц-коваріантність — властивість рівнянь, які описують закони фізики, мати однаковий вигляд у різних інерційних системах відліку.
Рівняння, записані за допомогою 4-векторів та 4-тензорів автоматично мають лоренц-коваріантну форму. Так, наприклад, другий закон Ньютона в спеціальній теорії відносності записується як 
{\displaystyle {\frac {dp^{i}}{ds}}=f^{i}},
де {\displaystyle p^{i}} — 4-вектор імпульсу, s — просторово-часовий інтервал, {\displaystyle f^{i}} — 4-вектор сили:
{\displaystyle f^{i}=\left({\frac {\mathbf {F} \cdot \mathbf {v} }{\sqrt {1-v^{2}/c^{2}}}},{\frac {\mathbf {F} }{\sqrt {1-v^{2}/c^{2}}}}\right)},
де c — швидкість світла у порожнечі.
Просторово-часовий інтервал є інваріантом щодо перетворень Лоренца, тобто не залежить системи відліку, а імпульс та сила перетворюються при переході до іншої системи відліку однаково: як компоненти 4-вектора. Тому при зміні системи відліку рівняння Ньютона в цій формі зберігають свій вигляд.

## Лоренц-інваріантність
| Симетрія у фізиці            | Симетрія у фізиці                 | Симетрія у фізиці            |
| Перетворення                 | Відповідна інваріантність         | Відповідний закон збереження |
| ---------------------------- | --------------------------------- | ---------------------------- |
| ⭥Трансляції часу             | Однорідність часу                 | …енергії                     |
| ⊠ C, P, CP і T-симетрії      | Ізотропність часу                 | …парності                    |
| ⭤ Трансляції простору        | Однорідність простору             | …імпульсу                    |
| ↺ Обертання простору         | Ізотропність простору             | …моменту імпульсу            |
| ⇆ Група Лоренца (бусти)      | Відносність Лоренц-коваріантність | …руху центра мас             |
| ~ Калібрувальне перетворення | Калібрувальна інваріантність      | …заряду                      |

В строгому сенсі лоренц-інваріантність означає незмінність фізичної величини при переході від однієї інерційної системи відліку до іншої. Тобто, лоренц-інваріантність є скалярною лоренц-коваріантністю. Однак, фізики часто не зовсім строго вживають цей термін у сенсі лоренц-коваріантність.